# Meridiano 111 E
O meridiano 111 E é um meridiano que, partindo do Polo Norte, atravessa o Oceano Ártico, Ásia, Oceano Índico, Oceano Antártico, Antártida e chega ao Polo Sul. Forma um círculo máximo com o Meridiano 69 W.
Começando no Polo Norte, o meridiano 111º Este tem os seguintes cruzamentos:
| País, território ou mar | Notas |
| ----------------------- | --- |
| Oceano Ártico           | |
| Mar de Laptev           | |
| Rússia                  | Península de Taymyr |
| Golfo de Khatanga       | |
| Rússia                  | |
| Mongólia                | |
| China                   | Mongólia Interior Shaanxi Shanxi - cerca de 7 km Shaanxi - cerca de 7 km Shanxi Henan Shaanxi Henan - cerca de 8 km Hubei - cruza a Barragem das Três Gargantas Hunan Guangxi Hunan Guangxi Guangdong |
| Mar da China Meridional | |
| China                   | Ilha Hainan |
| Mar da China Meridional | Passa nas disputadas Ilhas Paracel |
| Malásia                 | Sarawak, na ilha de Bornéu |
| Indonésia               | Ilha de Bornéu |
| Mar de Java             | |
| Indonésia               | Ilha de Java |
| Oceano Índico           | |
| Oceano Antártico        | |
| Antártida               | Território Antártico Australiano, reivindicado pela Austrália |